# Фогель, Гуго
Гу́го Фо́гель (нем. Hugo Vogel; 15 февраля 1855, Магдебург — 26 сентября 1934, Берлин) — немецкий живописец, портретист.

## Биография
В 1874—1880 годах обучался в Дюссельдорфской академии художеств под руководством Эдуарда фон Гебгардта и Вильгельма Зона. В 1883 году участвовал в выставке Прусской академии художеств в Берлине.
Проживал в Берлине, где с 1887 года был профессором Прусской академии художеств. В 1893 отправился совершенствовать мастерство в Париж под руководством Жюля Лефевра.
Совершил многочисленные поездки в Испанию, Северную Африку, Италию, Бельгию и Нидерланды.
В 1900 году был удостоен большой золотой медалью на Берлинской художественной выставке.
Во время Первой мировой войны в 1915—1917 годах сопровождал в качестве портретиста главнокомандующего Гинденбурга при его поездках на фронт.
Похоронен в Берлине на Ванзейском кладбище.

## Творчество

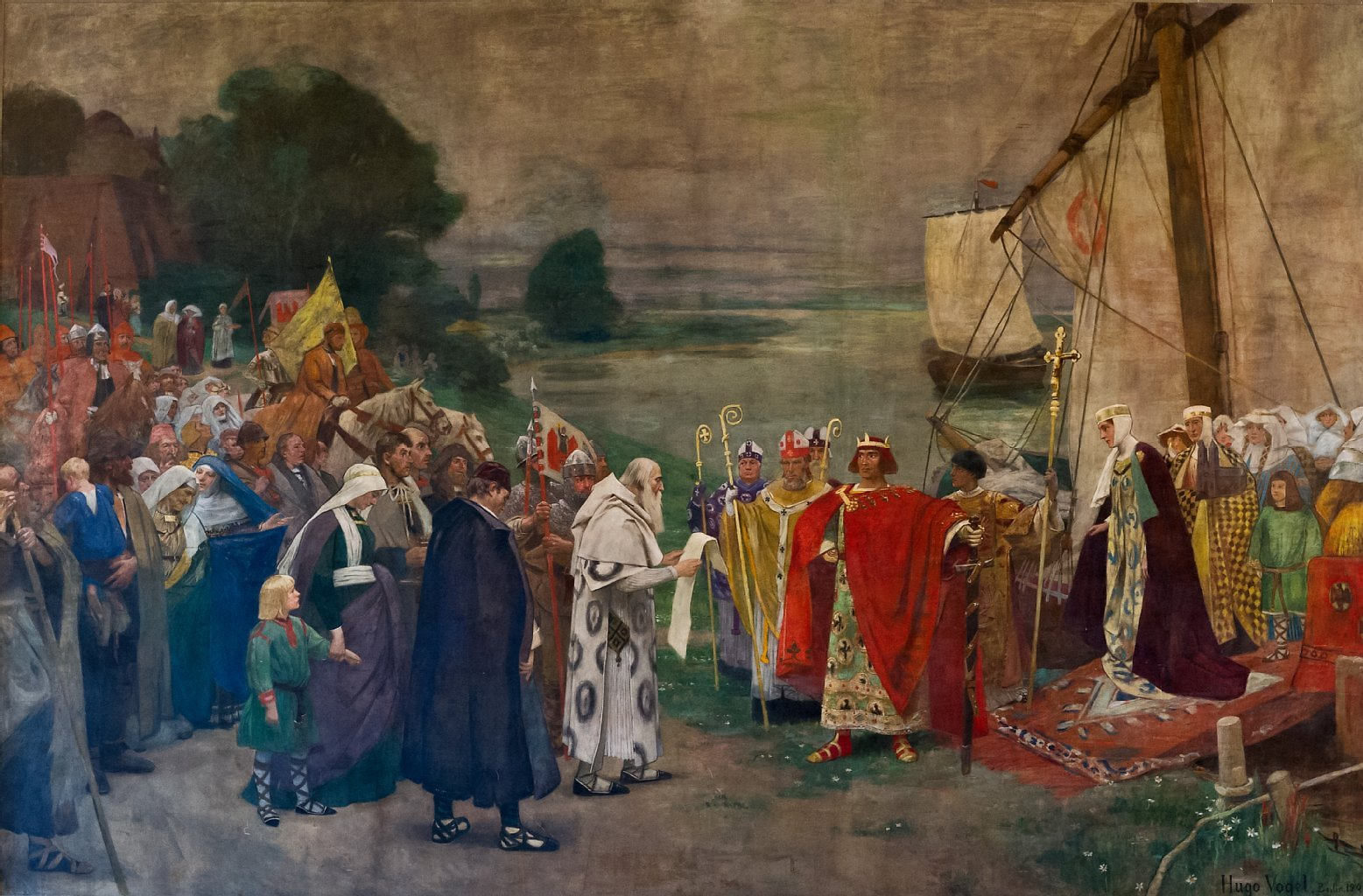
«Оттон Великий с королевой Эдит и придворными в Магдебурге» (1898)

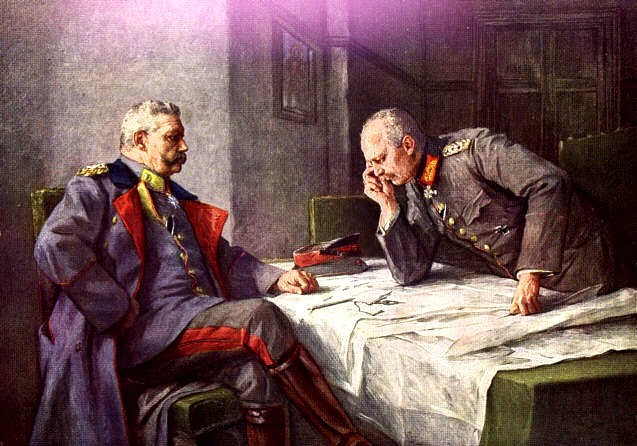
Пауль фон Гинденбург и генерал Эрих Людендорф (1917)

Автор исторических и жанровых картин в манере новейших колористов; особенно удачны его портреты.
Создал монументальные фрески, преимущественно, на исторические темы, находившиеся в залах магистратов Берлина, Гамбурга и Мерзебурга.
Наиболее известные его произведения:
- «Тихая работа» (1888),
- «Оттон Великий с королевой Эдит и придворными в Магдебурге» (1898)
- «Мать и дитя в беседке» (в Берлинской национальной галерее),
- «Промышленность, поддерживаемая рабочей силой» (в галерее Равенѐ, в Берлине),
- «Вечерний покой» (в магдебургском музее),
- «Проповедь Лютера в Вартбурге» (в гамбургском музее),
- портрет Рудольфа Вирхова,
- портрет бургомистра Дункера (в Берлинской городской ратуше),
- портрет Рудольфа Жене.

## Память
В честь художника в Магдебурге, Берлине и Мерзебурге названы улицы.